# 角田夏实
角田夏实（日语：／ Tsunoda Natsumi，1992年8月6日—）生于千叶县八千代市，是一名日本女子柔道运动员，主攻52公斤级项目。角田在小学2年级时受父亲影响开始练习柔道。她于2015年毕业于東京學藝大學，毕业后加入了德寺学园。2017年，角田在海外集训时鼻骨骨折，后来又误食含有海獸胃線蟲的食物导致食物中毒，尽管如此，她仍然在同年世锦赛上获得一枚银牌。